# (12405) Nespoli
(12405) Nespoli  es un asteroide perteneciente al cinturón de asteroides, descubierto el 15 de septiembre de 1995 por Francesco Manca y Valter Giuliani desde el Observatorio Astronómico Sormano, en Italia.

## Designación y nombre
Nespoli se designó inicialmente como 1995 RK.
Más adelante fue nombrado en honor al astronauta italiano Paolo Nespoli (n. 1957).

## Características orbitales
Nespoli orbita a una distancia media del Sol de 2,3726 ua, pudiendo acercarse hasta 2,1054 ua y alejarse hasta 2,6398 ua. Tiene una excentricidad de 0,1126 y una inclinación orbital de 5,1960° grados. Emplea en completar una órbita alrededor del Sol 1334 días.

## Características físicas
Su magnitud absoluta es 15,0. Tiene 2,392 km de diámetro. Su albedo se estima en 0,338. El valor de su periodo de rotación es de 13,2177 h.